# Soetjipto Soentoro
Soetjipto Soentoro (Bandung, 16 de junio de 1941—Yakarta, 12 de noviembre de 1994).  Fue un exjugador de fútbol del club Persija Jakarta del fútbol indonesio y actualmente mantiene el récord de máximo goleador histórico de la Selección de fútbol de Indonesia con 57 tantos.

## Estadísticas
| Club    | Temporada | Liga        | Liga  | Liga |
| Club    | Temporada | Apariciones | Goles |      |
| ------- | --------- | ----------- | ----- | ---- |
| Persija | 1964      | 8           | 16    |      |
| Persija | 1965      | 7           | 5     |      |
| Persija | 1966      | 5           | 3     |      |
| Persija | 1967      | 5           | 5     |      |
| Persija | 1969      | ??          | ??    |      |
| Persija | 1971      | 7           | 6     |      |
| Total   | Total     | 32          | 35    |      |

### Internacional
| Indonesia    | 1965         | 10 | 9  |
| Indonesia    | 1966         | 9  | 11 |
| Indonesia    | 1967         | 7  | 6  |
| Indonesia    | 1968         | 17 | 15 |
| Indonesia    | 1969         | 9  | 14 |
| Indonesia    | 1970         | 22 | 11 |
| Total Career | Total Career | 68 | 57 |

## Muerte
En 1990, Soetjipto padecía cáncer de hígado, después de cuatro años de lucha contra la enfermedad, murió el 12 de noviembre de 1994. Tenía 53 años.